# 勅旨省
勅旨省（ちょくししょう）は日本律令制で奈良時代後期に設置された令外官。天皇・上皇に近侍してその勅旨を奉じて円滑な実施を図るとともに、その家産経営を掌った。

## 概要
孝謙天皇は病気により淳仁天皇に位を譲位したが道鏡の加持祈祷によって回復し積極的に政治に介入するようになった。これにより上皇側と天皇側が対立し始めた。そこで762年に上皇によって勅旨省が設置された。勅旨省は上皇の官房機関として働き太政官を介せずに調達を行った。上皇が再び即位した後も機能し続け､道鏡政権の有力な権力機関として存在し続けた。光仁天皇が即位した後も規模を縮小しながら調達機関として働いた。
官制については不明な点が多いが、卿・大輔が各1名、少輔・大丞・少丞・大録・少録は各2名の定員であったと考えられている。なお、記録上唯一勅旨卿として名前が知られているのは、779年に在任中に死去した藤原縄麻呂のみである。
道鏡政権ではこの他､造宮省・内豎省・法王宮職・造法華寺司・授刀衛など巨大機関が乱立し朝廷財政を圧迫したため782年に行政改革の一環として廃止され業務は勅旨所に引き継がれた。しかし、やがて蔵人所の設置により業務を奪われて消滅した。この機関は光明皇太后の命令を伝達する紫微中台を模倣したものと考えられている（孝謙上皇の家産には紫微中台が管理していた母・光明皇太后の遺産も含んでいたと考えられている）。